# Barone Berlinghieri
Barone Berlinghieri is een Italiaans kunstschilder die actief was in Lucca van 1228 tot ca. 1282. 
Hij werd voor het eerst vernoemd in een document uit 1228, waarin de inwoners van Lucca per contrada (wijk) de pas gesloten vrede met Pisa bekrachtigden. In de lijst van de contrada Lischia was Barone Berlinghiero opgenomen samen met zijn vader Berlinghiero Berlinghieri en zijn broer Bonaventura. De jongste van de drie broers Marco Berlinghieri werd niet vernoemd. Over het algemeen wordt aangenomen dat Barone de oudste van de drie broers was.
Hij kreeg een opdracht voor een schilderij voor de aartsbisschop van Lucca in 1243 en in 1256 schilderde hij een crucifix voor de kerk van Casabasciano bij Lucca. In 1282 zou hij begonnen zijn met het schilderen van een crucifix, een Madonna en een Sint Andreas voor de prior van de San Andrea in Lucca. Of hij die werken beëindigd heeft is niet geweten.
Van de werken die bekend zijn uit de archieven is niets bewaard gebleven en er is dus geen basis om andere werken aan hem toe te schrijven. Een Sint Franciscus omringd door 20 scènes uit zijn leven, in de Bardi kapel van de Santa Croce in Florence, werd weleens aan Barone toegeschreven, maar deze toeschrijving was dus ook niet op een bekend of gedocumenteerd werk gebaseerd.
- Gemeinsame Normdatei: 141548053
- Union List of Artist Names: 500032296
- Virtual International Authority File: 95880472